# Lyle Alzado
Lyle Alzado (Brooklyn, 1949. április 3. – Portland, 1992. május 14.) amerikai színész. Kezdetben amerikaifutball-játékos volt, megjárta a Denver Broncos (1971–1978), a Cleveland Browns (1979–1981) és a Los Angeles Raiders (1982–1985) csapatait, utóbbival megnyerte az 1983-ban megrendezett Super Bowl XVIII-t. 1977-ben őt választották a liga legjobb, nem színes bőrű játékosának. Később több egyéb sportággal is próbálkozott.

## Élete
Spanyol-olasz apa és zsidó édesanya gyermekeként született.

## További információ
- Lyle Alzado a PORT.hu-n (magyarul)
- Lyle Alzado az Internetes Szinkronadatbázisban (magyarul)
- Lyle Alzado az Internet Movie Database-ben (angolul)
- Lyle Alzado a Rotten Tomatoeson (angolul)